# Bandas WARC

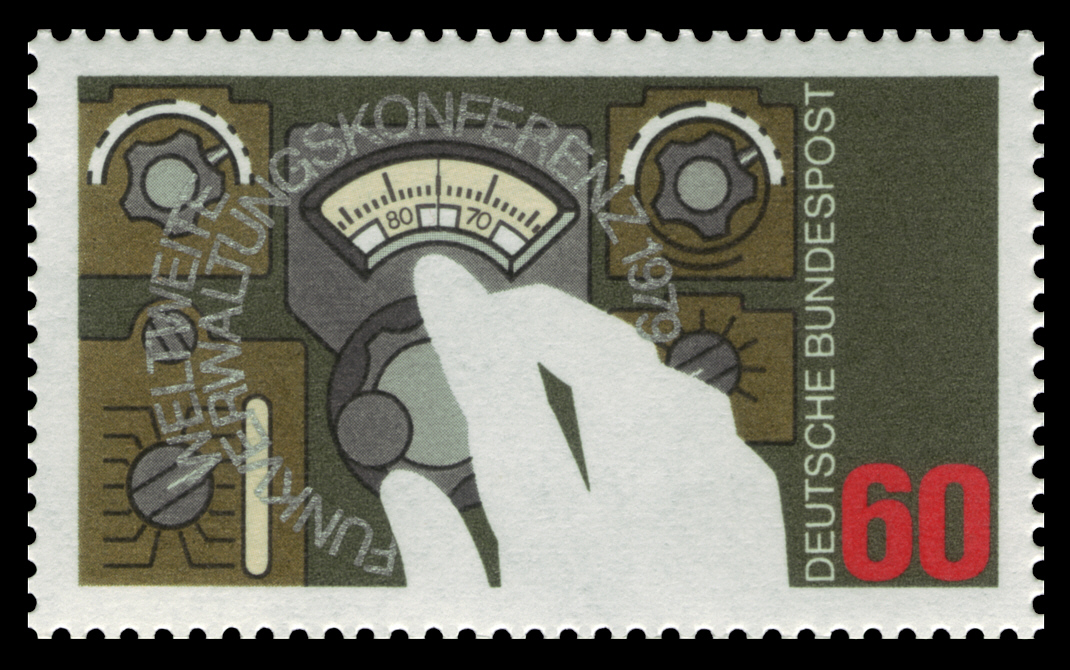
Conferencia Administrativa Mundial de Radio, Genf

Se llaman bandas WARC a las siguientes bandas de radioaficionados:
- Banda de 30m
- Banda de 17m
- Banda de 12m

Para una información más detallada ver la página en inglés.
El nombre proviene de la conferencia World Administrative Radio Conference de 1979, que confirmó su atribución.
Las bandas de la Conferencia Administrativa Mundial de Radiocomunicaciones (WARC) son tres porciones del espectro de radio de onda corta que utilizan los radioaficionados con licencia. Y son las de 30 metros (10,100–10,150 MHz), 17 metros (18,068–18,168 MHz) y 12 metros (24,890–24,990 MHz). Recibieron el nombre de la Conferencia Administrativa Mundial de Radiocomunicaciones" World Administrative Radio Conference ", que en 1979 creó una asignación mundial de estas bandas para uso de aficionados. Las bandas se abrieron para su uso a principios de la década de 1980. Debido a su ancho de banda " bandwidth " relativamente pequeño de 100 kHz o menos, existe el acuerdo de que las bandas de la WARC no se puedan usar para concursos generales. Este acuerdo ha sido notificado en recomendaciones oficiales, como el Manual del Administrador "Manager's Handbook" de HF de la Región 1 de IARU, que establece: "Los concursos no se llevarán a cabo en las bandas de 10, 18 y 24 MHz".
Así pues, queda prohibido usar las bandas WARC para concursos de radioaficionados. Por lo tanto, son bandas libres, "refugio" o "experimentación" para quienes no hacen concursos en las otras bandas.